# Женщины на Маршалловых Островах

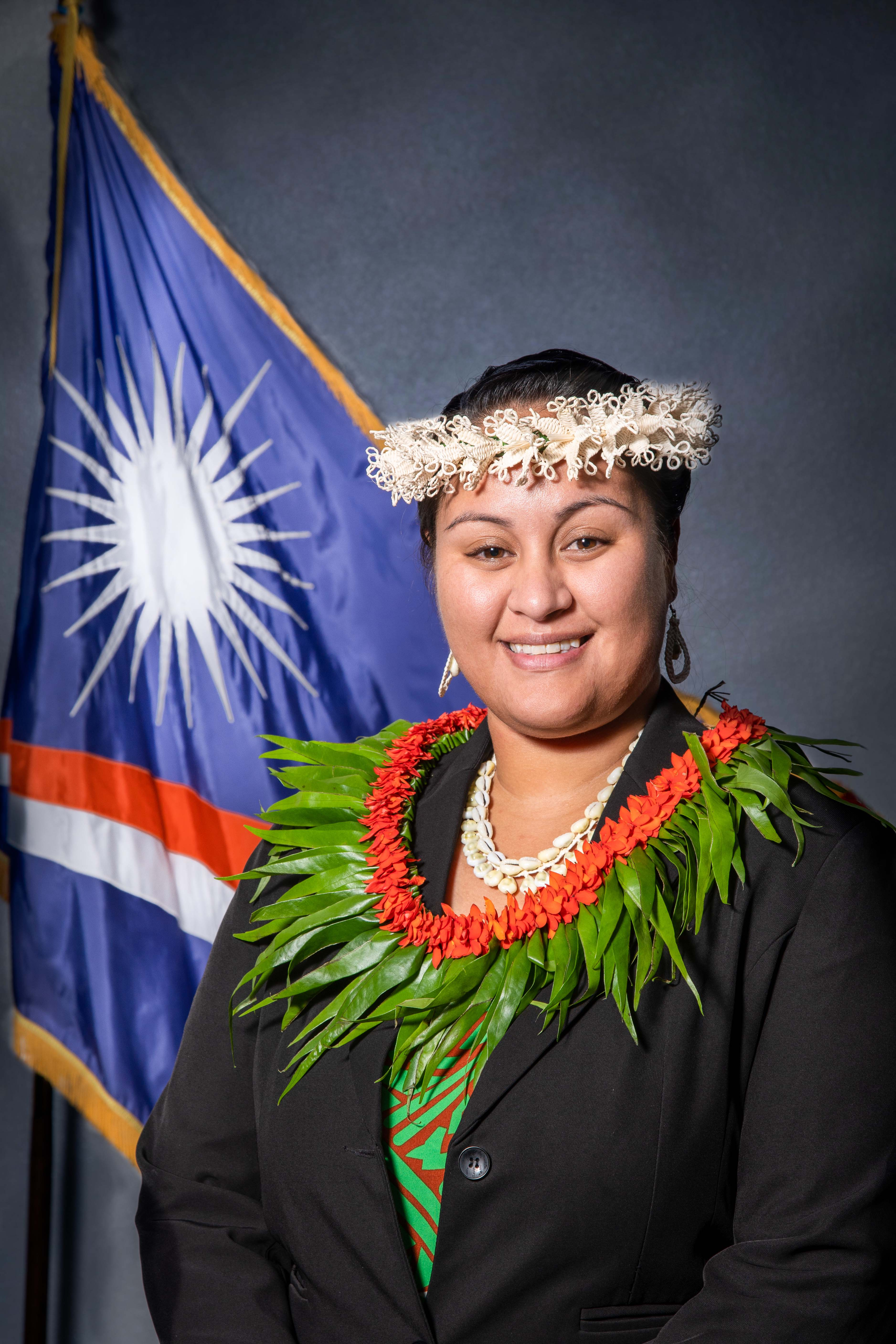
Китланг Кабуа, министр образования и спорта

Женщины на Маршалловых Островах — это женщины, проживающие в Республике Маршалловы Острова или выходцы из этой островной страны, политически являющейся президентской республикой в свободной ассоциации с Соединенными Штатами. Самоназвание — женщины Ралик-Ратак (Rālik-Ratak, буквально женщины «лицом к наветренной стороне» [то есть лицом к восходу солнца] и «лицом к подветренной стороне» [то есть лицом к закату]).
Женщины Маршалловых Островов создают «тонкотканые панданы» и произведения искусства из кокосового волокна.

## Социальный статус
Общество Маршалловых Островов имеет преимущественно матрилинейную социальную структуру. Это означает, что женщины обладают «большой властью», потому что они преобладают в принятии решений «за кулисами», хотя мужчины считаются «публичными исполнителями».
В прошлом женщины с Маршалловых островов, принадлежащие к высшему классу, обычно отличались ношением «замысловатых татуировок», и с ними говорили, используя «ограниченные речевые жанры» и «стили речи». В настоящее время современные женщины на Маршалловых островах могут носить «платье в американском стиле, модифицированное в соответствии с местными нормами», тогда как зарождающаяся элита может носить «дорогостоящую одежду и личные украшения».

## Социальное обеспечение
Существуют программы социального обеспечения для женщин, особенно в городских районах, которые с 1960-х годов поддерживаются Соединёнными Штатами, религиозными группами и другими странами, принадлежащими к Тихоокеанскому региону. Главной организацией групп по защите прав женщин является Объединение женщин Маршалловых островов (Women United Together Marshall Islands, WUTMI), исполнительным директором которой была Кэтрин Реланг. Реланг работала над несколькими проектами, в том числе: расширение прав и возможностей молодёжи на рабочем месте; предоставление услуг поддержки жертвам домашнего насилия; повышение осведомлённости о законных правах в случаях домашнего насилия; важность роли женщин в сохранении природы. Однако самым важным аспектом работы WUTMI является предотвращение гендерного насилия, широко распространённого на Маршалловых островах.